# ソン・ガヨン
ソン・ガヨン（송가연、 Song Ga-yeoun、1994年12月28日 - ）は、韓国の女性総合格闘家。済州道西帰浦市出身。タレントとしても活動している。
総合格闘技 ROAD FC において、いずれも日本人女性選手を相手に1勝1敗の戦績を残している。また、キックボクシングにおいて、男性選手を相手としたKO2勝を含め、5戦5勝の戦績をもつとされる。

## 学歴
- 漢拏中学校（한라중학교）卒業
- 鏡湖高等学校（경호고등학교）卒業（釜山）
- 慶雲大学校（경운대학교）警護学部　休学

## 戦績
| 総合格闘技 戦績 | 総合格闘技 戦績 | 総合格闘技 戦績 | 総合格闘技 戦績 | 総合格闘技 戦績 | 総合格闘技 戦績 | 総合格闘技 戦績 |
| --------------- | --------------- | --------------- | --------------- | --------------- | --------------- | --------------- |
| 2 試合          | (T)KO           | 一本            | 判定            | その他          | 引き分け        | 無効試合        |
| 1 勝            | 1               | 0               | 0               | 0               | 0               | 0               |
| 1 敗            | 0               | 1               | 0               | 0               | 0               | 0               |

| 勝敗 | 対戦相手 | 試合結果                | 大会名     | 開催年月日     |
| ×    | 高野聡美 | 1R 4:29 キムラロック    | ROAD FC 20 | 2014年12月14日 |
| ○    | 山本絵美 | 1R 2:23 TKO（パウンド） | ROAD FC 17 | 2014年8月17日  |

## 放送番組への出演

### 2014年
- XTM 『주먹이 운다 - 영웅의 탄생』
- SBS 『日曜日は楽しい（일요일이 좋다）- ルームメイト』[4]
- XTM 『주먹이 운다 - 도쿄 익스프레스』
- XTM 『주먹이 운다 - 용쟁호투』

### 2015年
- MBC 『띠동갑내기 과외하기』

## 受賞
- 2014年、ROAD FCは、ソン・ガヨンに新人賞 (Rookie Of The Year) を贈った[5]。